# Transportbedrijf
Een transportbedrijf is een bedrijf dat gespecialiseerd is in het vervoeren van goederen of personen. Dat transport kan geschieden via de weg, het spoor, water, de lucht, een pijpleiding of een combinatie hiervan. Een vervoerder van goederen werkt in opdracht van verladers.